# Monastero Smol'nyj

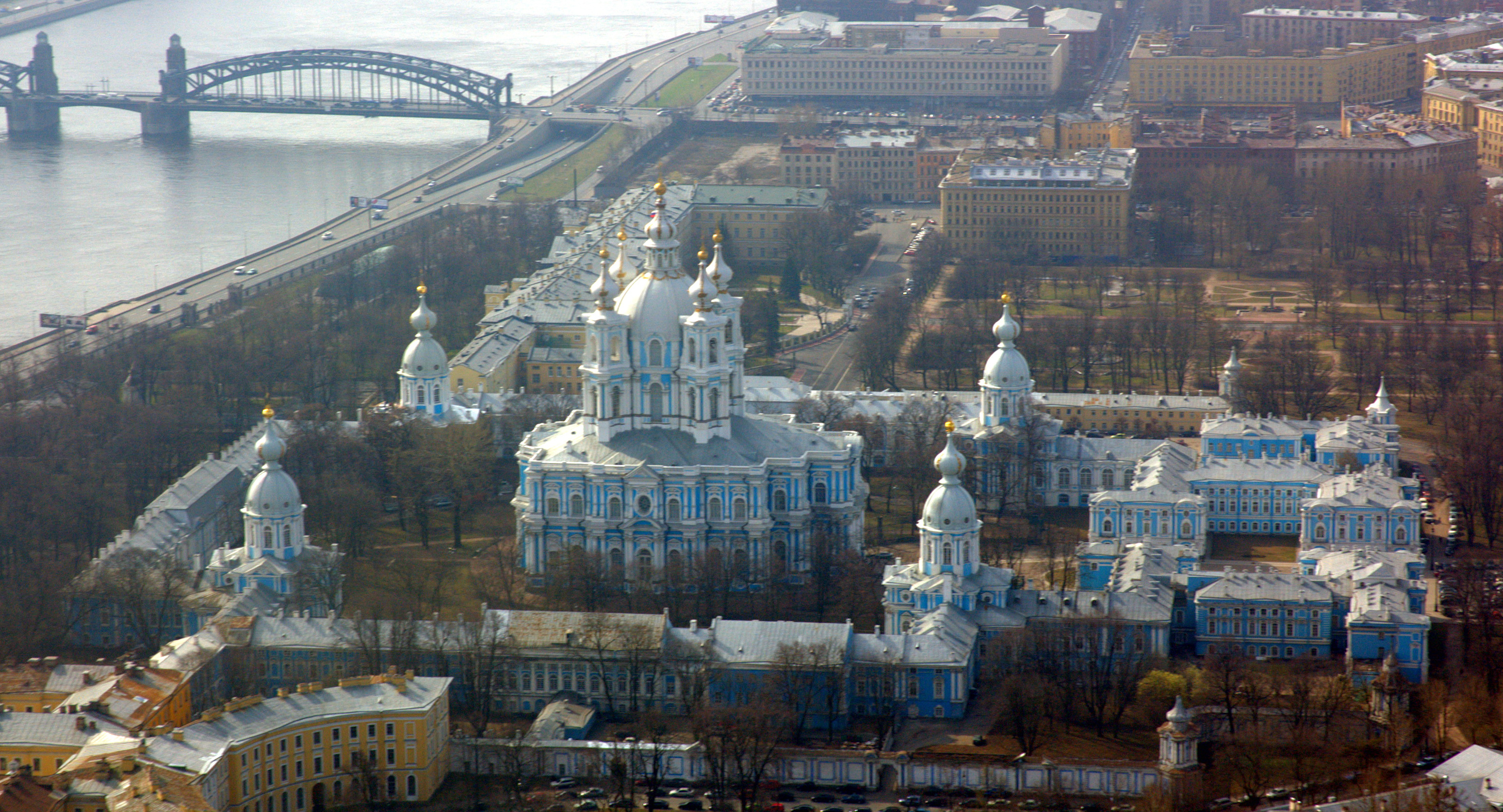
Vista aerea del monastero Smol'nyj

Il Monastero Smol'nyj (in russo Смольный монастырь?, Smol'nyj monastyr') o Monastero Smol'nyj della Resurrezione (Voskresenskij), situato su Rastrelli ploščad', sulla riva del fiume Neva a San Pietroburgo, in Russia, è costituito da una cattedrale ed un complesso di edifici che lo circondano, originariamente destinati ad ospitare un convento.

## Storia
Questo convento ortodosso russo fu costruito per ospitare Elisabetta, figlia di Pietro il Grande. Dopo che le fu impedito di succedere al trono imperiale, Elisabetta decise di diventare suora. Tuttavia Ivan VI fu rovesciato durante un colpo di stato (eseguito dalle guardie del Reggimento Preobraženskij nel 1741). Elisabetta decise di non entrare nella vita monastica ed accettò l'offerta del trono russo. I lavori sul convento continuarono con il suo patrocinio reale.

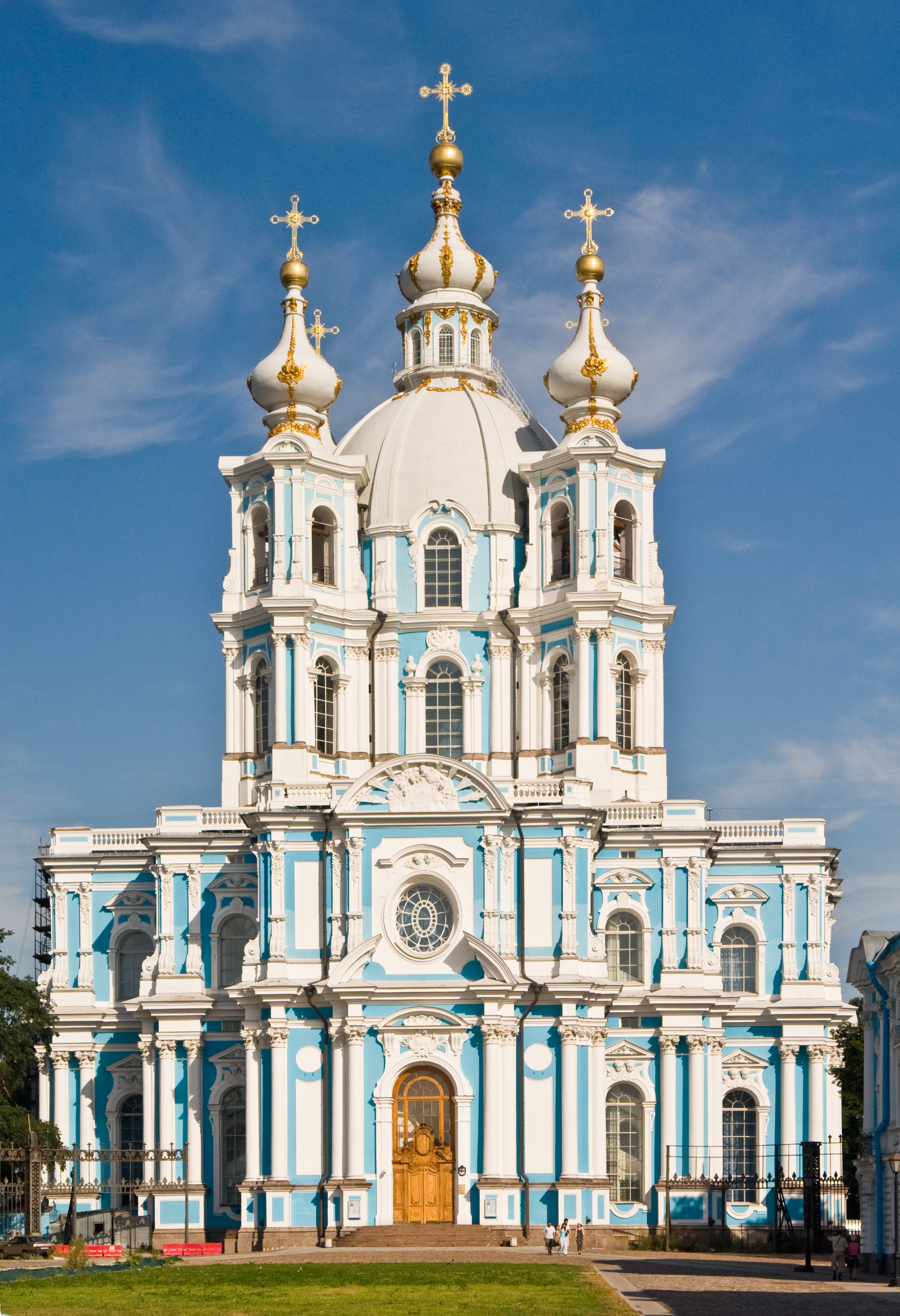
Cattedrale della Resurrezione

La chiesa principale del convento (catholicon o sobor), un edificio bianco e blu, è considerata uno dei capolavori architettonici dell'architetto italiano Francesco Bartolomeo Rastrelli, che ha anche ridisegnato il Palazzo d'Inverno, e creato il Palazzo di Caterina a Carskoe Selo (Puškin), il Gran Palazzo del Peterhof e molti altri importanti monumenti di San Pietroburgo.
La Cattedrale è il fulcro del convento, costruito da Rastrelli tra il 1748 e il 1764. Il campanile progettato doveva essere l'edificio più alto di San Pietroburgo e, all'epoca, di tutta la Russia. La morte di Elisabetta nel 1762 impedì a Rastrelli di completare questo suo grandioso progetto.

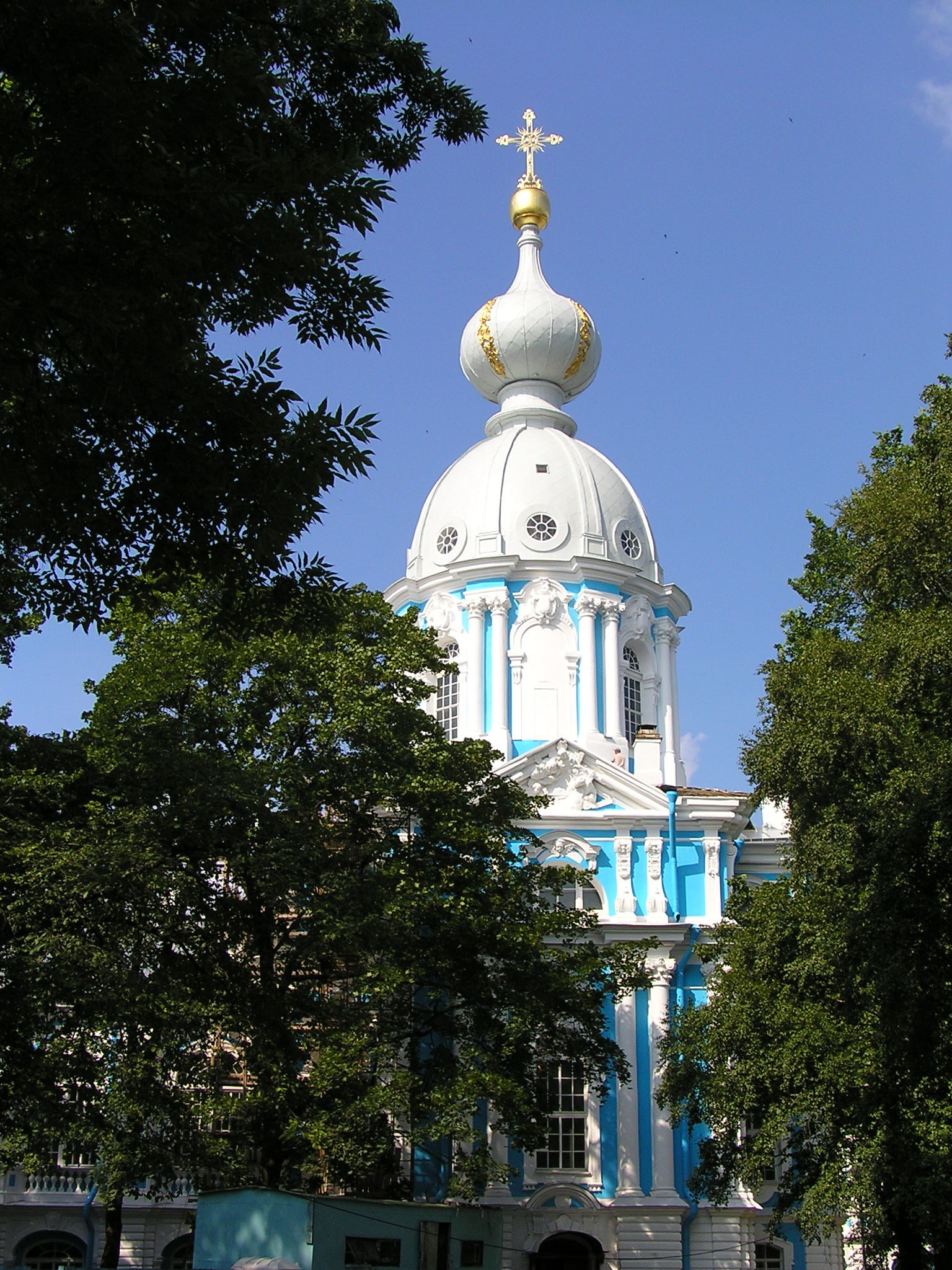
Il campanile più piccolo

Quando Caterina II salì al trono, si scoprì che la nuova imperatrice disapprovava fortemente lo stile barocco e rapidamente cessarono i finanziamenti che avevano sostenuto la costruzione del convento. Rastrelli non fu in grado di costruire l'enorme campanile che aveva progettato e fu impossibilitato a terminare l'interno della cattedrale. L'edificio fu terminato solo nel 1835 da Vasilij Stasov con l'aggiunta di un interno neoclassico per soddisfare i gusti architettonici modificati in quel momento. La cattedrale fu consacrata il 22 luglio 1835; il suo altare maggiore era dedicato alla Resurrezione e i due altari laterali erano dedicati a Santa Maria Maddalena e a Santa Elisabetta.
La chiesa fu chiusa dalle autorità sovietiche nel 1923. Fu saccheggiata e lasciata decadere fino al 1982, quando divenne una sala da concerto.
Le facoltà di sociologia, scienze politiche e relazioni internazionali dell'Università statale di San Pietroburgo si trovano in alcuni degli edifici che circondano la cattedrale.
Nell'aprile 2015 la Cattedrale Smol'nyj è stata restituita alla Chiesa ortodossa russa e sarà convertita al suo scopo originale come chiesa.
Il vicino Istituto Smol'nyj prende il nome dal convento.
Il nome "Smol'nyj" deriva dalla posizione. Agli inizi di San Pietroburgo, il luogo ai margini della città, dove la pece ("smola" in russo) veniva lavorata per la costruzione navale e la manutenzione. Di conseguenza, il locale era chiamato "smol'nyj" - il luogo della pece.

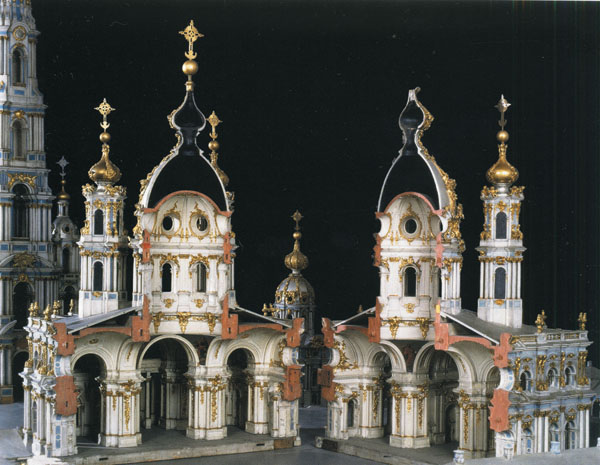
Modello della Cattedrale Smol'nyj
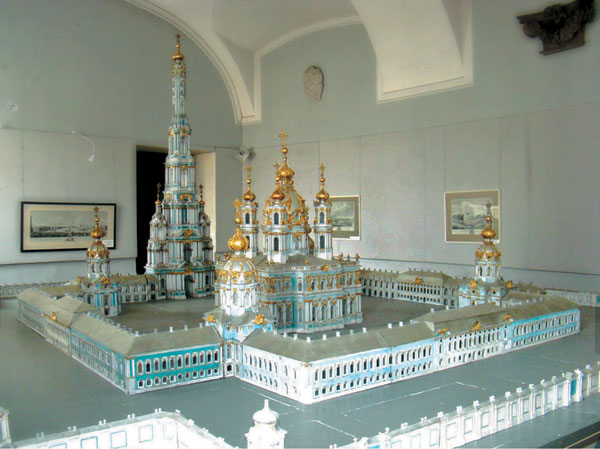
Modello del monastero Smol'nyj